# Daubèze
Daubèze település Franciaországban, Gironde megyében. Lakosainak száma 147 fő (2022. január 1.). Daubèze Frontenac, Coirac, Martres, Saint-Brice és Sauveterre-de-Guyenne községekkel határos.

## Népesség
A település népességének változása:
| Lakosok száma | 102  | 109  | 123  | 149  | 151  | 149  | 153  | 154  | 155  | 147  |
|               | 1968 | 1982 | 1990 | 2006 | 2013 | 2015 | 2017 | 2019 | 2020 | 2022 |